# Łózki
Łózki (prononciation : [ˈwuskʲi]) est un village polonais de la gmina de Drelów dans le powiat de Biała Podlaska de la voïvodie de Lublin dans l'est de la Pologne.
Il se situe à environ 4 kilomètres au sud de Drelów (siège de la gmina), 24 kilomètres au sud-ouest de Biała Podlaska (siège du powiat) et 74 kilomètres au nord de Lublin (capitale de la voïvodie).
Le village comptait approximativement une population de 500 habitants en 2006.

## Histoire
De 1975 à 1998, le village est attaché administrativement à la voïvodie de Biała Podlaska.

Depuis 1999, il fait partie de la voïvodie de Lublin.